# Spolek Vltavan

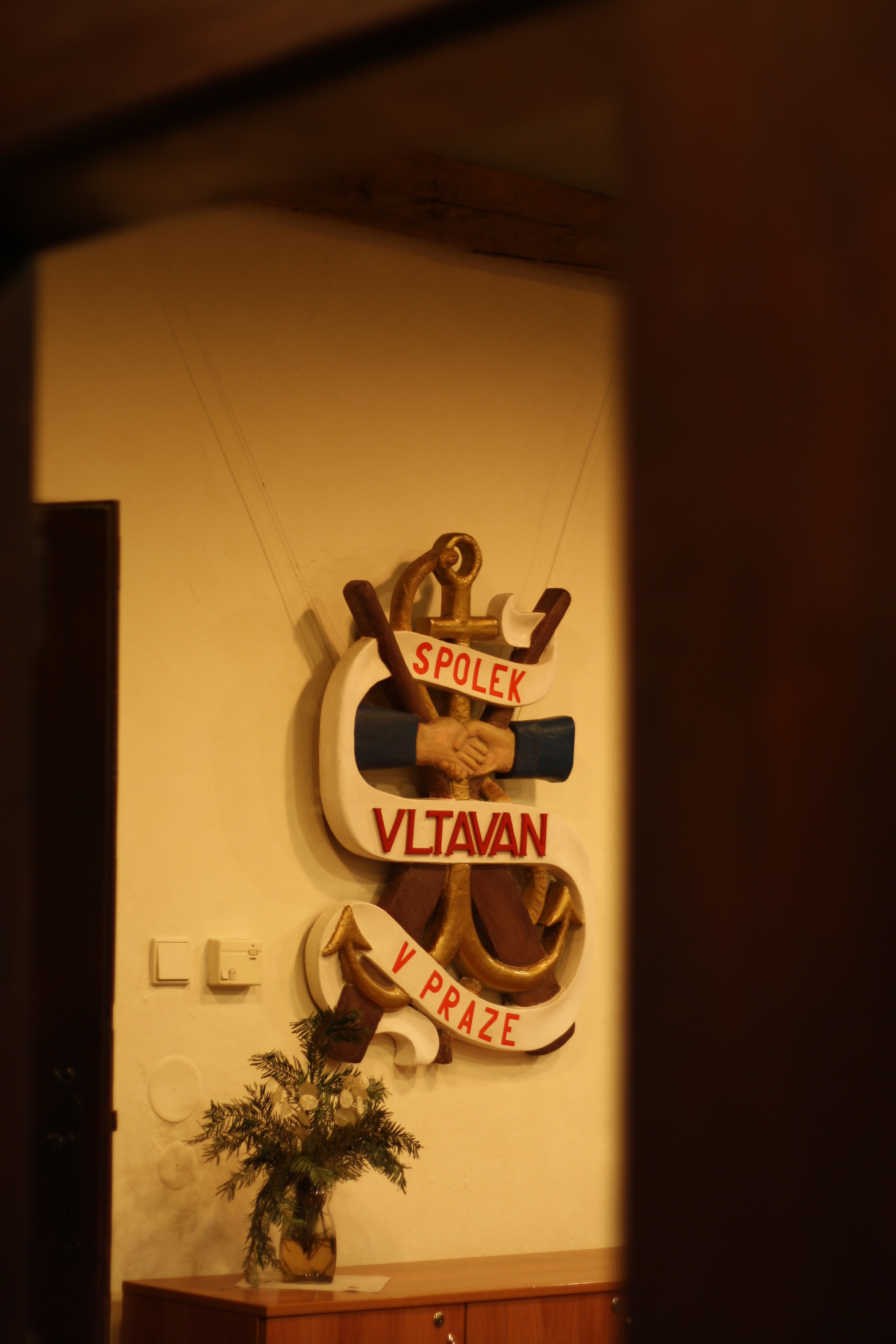
Logo spolku na výstavě v Podskalské celnici

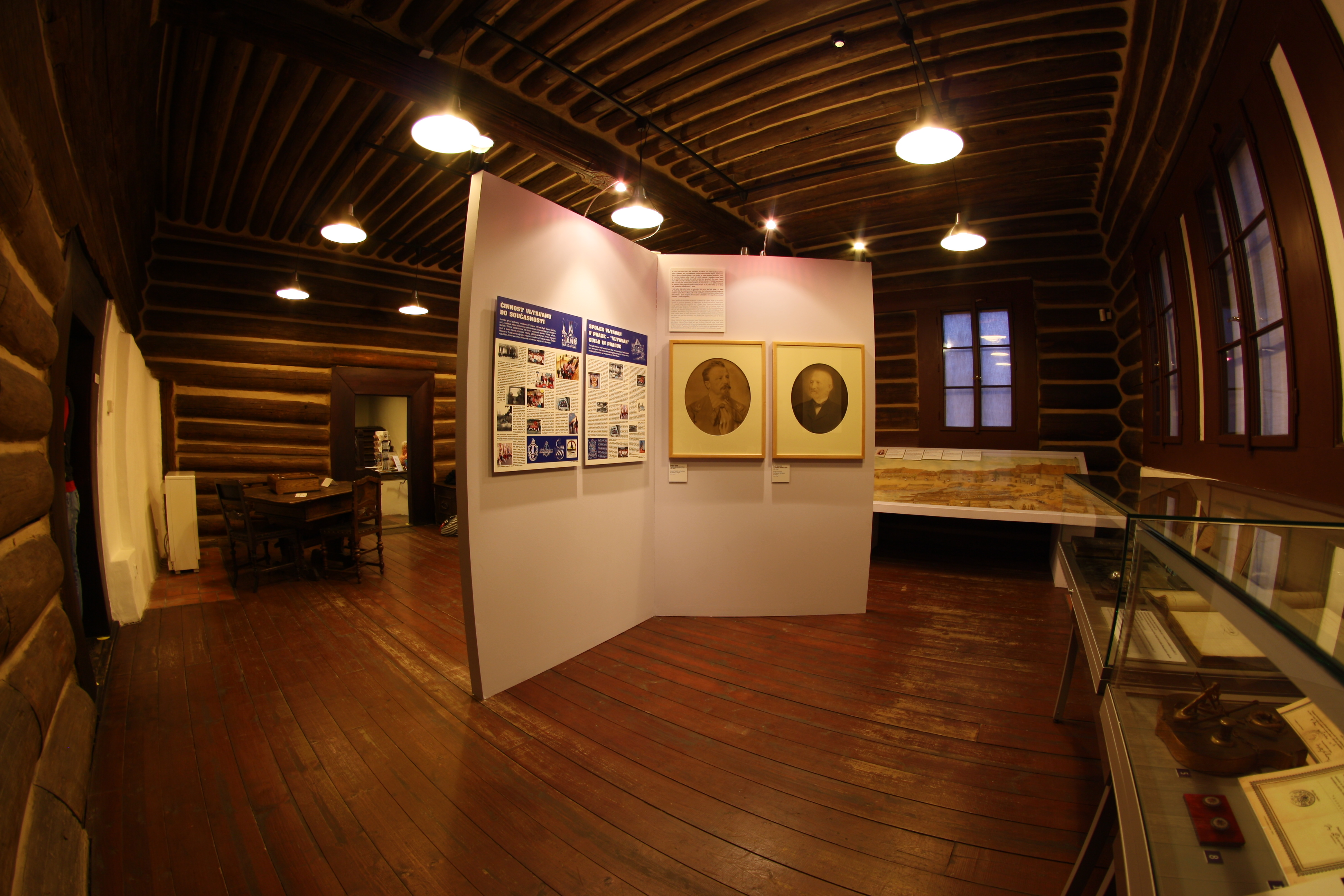
Výstava o spolku Vltavan v Podskalské celnici

Spolek Vltavan v Praze je občanské sdružení, které pokračuje v tradicích svépomocného podpůrného spolku založeného 11. června 1871 v pražském Podskalí pod názvem Vzájemně se podporující spolek plavců, rybářů a pobřežných Vltavan.

## Historie
Spolek byl založen v Praze roku 1871. Původně sdružoval lidi pracující na Vltavě při plavení dříví a jeho zpracování, dále ledaře, plavčíky i zaměstnance rozvíjející se nákladní a osobní paroplavby. Z vybraných příspěvků poskytoval v případě nouze, nemoci a úmrtí materiální podporu členům, jejich rodinám, příp. pozůstalým. Nebyl spolkem sportovním, takové v té době už v Praze byly.
Jedním ze zakládajících členů spolku Vltavan byl i pražský primátor František Dittrich. (Čestné členství spolku Vltavan přijal i primátor hlavního města Prahy Pavel Bém.)
Druhý vltavanský spolek vznikl v roce 1897 v Davli, další roku 1898 ve Štěchovicích a čtvrtý v roce 1902 v jihočeském Purkarci. 1. prosince 1999 byl založen svaz vltavanských spolků Vltavan Čechy, který zastřešuje čtyři bratrské lokální spolky a zastupuje je v kontaktu s podobnými sdruženími v zahraničí.
Život pražského spolku byl ovlivněn asanací pražského Podskalí spojenou s výstavbou vltavského nábřeží koncem 19. a počátkem 20. století. Z původní osady se zachoval pouze plavecký kostel Nejsvětější Trojice v Trojické ulici a budova bývalé celnice Na Výtoni, kde se nachází muzejní expozice o životě ve starém Podskalí, voroplavbě a lodní dopravě na Vltavě a kde má dnes Spolek Vltavan v Praze také své zázemí.
V roce 1952 se Vltavan přeměnil v zájmový kroužek ROH podniku Československá plavba labsko-oderská (ČSPLO), později přešel k závodu osobní lodní dopravy v rámci Dopravního podniku hl. m. Prahy a dále pak k Pražské paroplavební společnosti.
Když došlo k zániku voroplavby po výstavbě vltavské kaskády, zejména vodních děl Slapy a Orlík, spolek si dal za cíl uchovávat a sbírat památky na staré Podskalí a život na Vltavě a změnil svoji činnost na vlastivědnou.

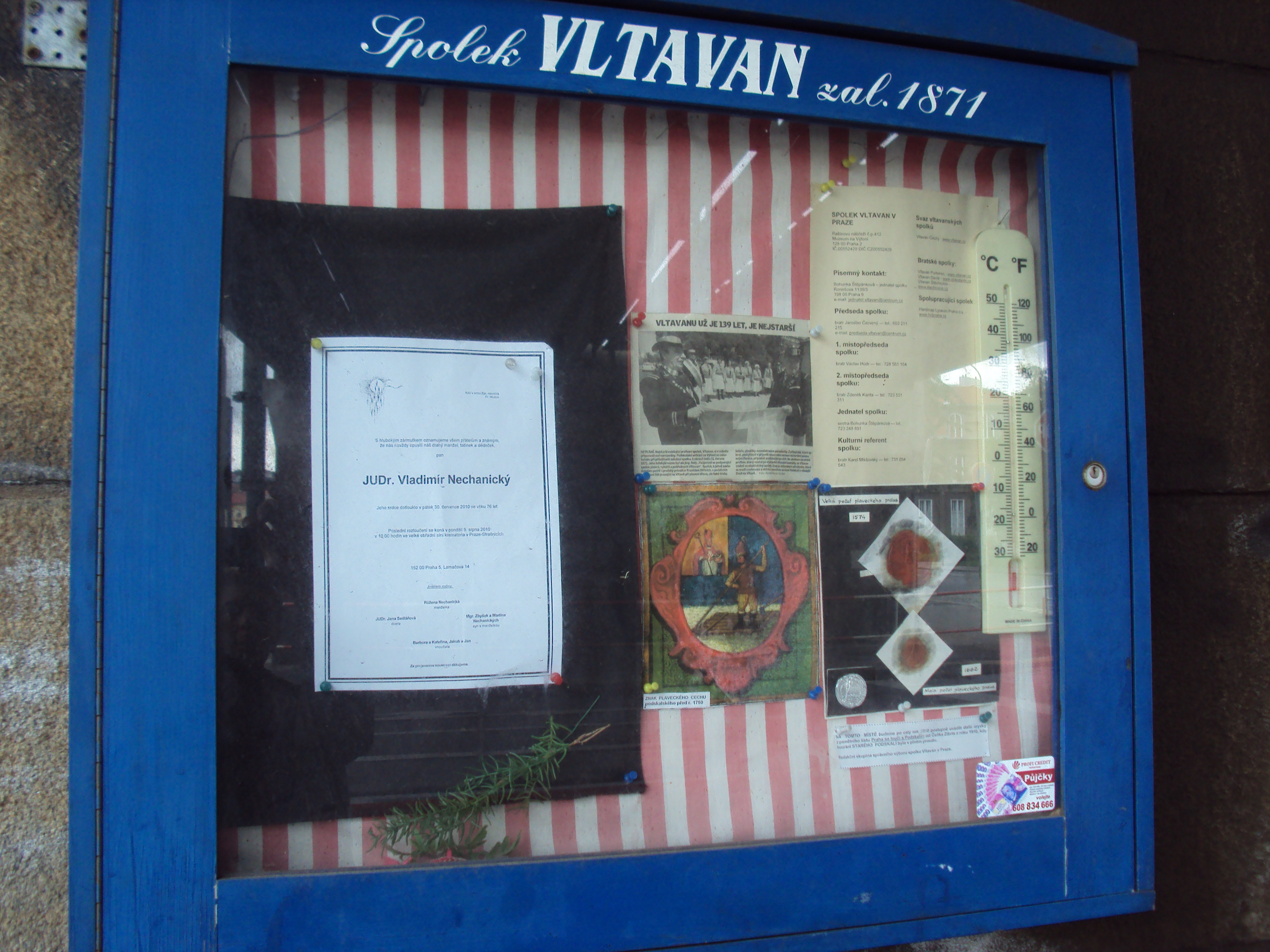
Vývěska v Praze, čtvrť Vyšehrad

## Stejnokroje
Na slavnostní příležitosti oblékají členové spolku kroj, který napodobuje uniformu francouzského válečného námořnictva z roku 1848. Pánský stejnokroj sestává z červenobíle pruhované košile, černého saka, červené šerpy, černé vázanky, tvrdého černého klobouku s bleděmodrou stuhou a v zimě černých, v létě pak bílých kalhot. Ženy nosí červenobíle pruhované košile, červené šerpy, černé vázanky, v zimě černé a v létě bílé skládané sukně.

## Aktivity
Spolek obnovil svou činnost v plném rozsahu 26. června 1990 a pokračuje dál ve své kulturní a historicko-vlastivědné činnosti. Každoročně pořádá Tryznu za utonulé na českých řekách a tocích. Té předchází zádušní mše svatá, která se koná za všechny utonulé na českých tocích a zemřelé členy spolku Vltavan v pátek před svátkem Památky zesnulých v 18 hodin v plaveckém kostele Nejsvětější Trojice v Praze 2. V neděli poté vyplouvá z přístaviště u Palackého mostu smutečně vyzdobený kolesový parník Vltava a v 15 hodin pokládají členové spolku smuteční věnec k soše Vltavy na plavební komoře u mostu Legií, za doprovodu smutečních písní v podání vltavanské kapely. Spolek také pořádá každoroční reprezentační plesy.
Členové spolku se oslovují bratře a sestro. Podmínkou členství není bydliště ani povolání spojené s řekou Vltavou; postačí dva ručitelé z řad stávajících členů a pořízení slavnostního kroje do roka od vstupu do spolku.